# Zala vármegyei 3. sz. országgyűlési egyéni választókerület
A Zala vármegyei 3. sz. országgyűlési egyéni választókerület egyike annak a 106 választókerületnek, amelyre a 2011. évi CCIII. törvény Magyarország területét felosztja, és amelyben a választópolgárok egy-egy országgyűlési képviselőt választhatnak. A választókerület nevének szabványos rövidítése: Zala 03. OEVK. Székhelye: Nagykanizsa

## Területe
A választókerület az alábbi településeket foglalja magába:
1. Bánokszentgyörgy
2. Bázakerettye
3. Becsehely
4. Belezna
5. Bocska
6. Borsfa
7. Börzönce
8. Bucsuta
9. Csapi
10. Csertalakos
11. Csömödér
12. Csörnyeföld
13. Dobri
14. Eszteregnye
15. Fityeház
16. Fűzvölgy
17. Galambok
18. Gelsesziget
19. Gutorfölde
20. Homokkomárom
21. Hosszúvölgy
22. Iklódbördőce
23. Kacorlak
24. Kányavár
25. Kerkaszentkirály
26. Kerkateskánd
27. Kiscsehi
28. Kisrécse
29. Kistolmács
30. Kissziget
31. Lasztonya
32. Letenye
33. Lispeszentadorján
34. Liszó
35. Lovászi
36. Magyarszentmiklós
37. Magyarszerdahely
38. Maróc
39. Miháld
40. Molnári
41. Murakeresztúr
42. Murarátka
43. Muraszemenye
44. Nagybakónak
45. Nagykanizsa
46. Nagyrécse
47. Nemespátró
48. Oltárc
49. Ortaháza
50. Páka
51. Pat
52. Petrivente
53. Pördefölde
54. Pusztaederics
55. Pusztamagyaród
56. Pusztaszentlászló
57. Rigyác
58. Sand
59. Semjénháza
60. Sormás
61. Surd
62. Szécsisziget
63. Szentkozmadombja
64. Szentliszló
65. Szentmargitfalva
66. Szentpéterfölde
67. Szepetnek
68. Tófej
69. Tormafölde
70. Tornyiszentmiklós
71. Tótszentmárton
72. Tótszerdahely
73. Újudvar
74. Valkonya
75. Várfölde
76. Zajk
77. Zalakomár
78. Zalasárszeg
79. Zalaszentbalázs
80. Zalaszentjakab
81. Zalaújlak
82. Zebecke

## Országgyűlési képviselője
| Név              | Párt                                         | Párt        | Terminus | Megjegyzés                                   |
| ---------------- | -------------------------------------------- | ----------- | -------- | -------------------------------------------- |
| Cseresnyés Péter |                                              | Fidesz-KDNP | 2014 –   | A 2014-es országgyűlési választás eredménye: |
| Cseresnyés Péter | A 2018-as országgyűlési választás eredménye: | Fidesz-KDNP | 2014 –   |                                              |
| Cseresnyés Péter | A 2022-es országgyűlési választás eredménye: | Fidesz-KDNP | 2014 –   |                                              |

## Demográfiai profilja
| Iskolai végzettség                | Iskolai végzettség               | Iskolai végzettség | Iskolai végzettség | Iskolai végzettség |
| --------------------------------- | -------------------------------- | ------------------ | ------------------ | ------------------ |
|                                   |                                  |                    |                    | fő                 |
| Általános iskolát nem végezte el  | Általános iskolát nem végezte el |                    | 1795               | 1795               |
| Általános iskola                  | Általános iskola                 |                    | 16214              | 16214              |
| Szakmunkás                        | Szakmunkás                       |                    | 18763              | 18763              |
| Érettségi                         | Érettségi                        |                    | 23101              | 23101              |
| Diploma                           | Diploma                          |                    | 10681              | 10681              |
| A 2022. évi népszámlálás szerint. |                                  |                    |                    |                    |

A Zala vármegyei 3. sz. választókerület lakónépessége 2022. október 1-jén 83 339 fő volt. A 2011-es és a 2022-es népszámlálás között 10 478 fővel csökkent a választókerület lakosság száma. A választókerületben a korösszetétel alapján a legtöbben a középkorúak élnek 31 715 fővel, míg a legkevesebben a gyermekek 12 785 fővel. A választókerület lakosságának a 80,2%-nál van internet elérési lehetőség.
A legmagasabb befejezett iskolai végzettség szerint az érettségi végzettséggel rendelkezők élnek a legtöbben 23 101 fő, utánuk a következő nagy csoport a szakmunkások 18 763 fővel.
Gazdasági aktivitás szerint a lakosság közel fele foglalkoztatott 38 185 fő, második legjelentősebb csoport az inaktív keresők, akik főleg nyugdíjasok 24 506 fővel.
A választókerület legjelentősebb nemzetiségi csoportja a német 1162 fő, illetve a cigány 1670 fő. Magyar állampolgársággal nem rendelkező külföldi állampolgárok aránya 1,2%.
Vallási összetétel szerint a választókerületben lakók legnagyobb vallása a római katolikus (35 104 fő), valamint jelentős közösség még a reformátusok (1172 fő). A vallási közösséghez nem tartozók száma szintén jelentős (4912 fő), a választókerületben a második legnagyobb csoport a római katolikus vallás után.

## Országgyűlési választások
| Párt                             |                        | Jelölt                 | Szavazatok | %     | ± %   |
| -------------------------------- | ---------------------- | ---------------------- | ---------- | ----- | ----- |
| Fidesz-KDNP                      |                        | Cseresnyés Péter       | 26 126     | 52,98 | 4,19  |
| Egységben Magyarországért        |                        | Horváth Jácint         | 18 466     | 37,45 | 12,18 |
| Mi Hazánk                        |                        | Hokker Tibor           | 2711       | 5,50  | Új    |
| MKKP                             |                        | Nagy Dávid             | 975        | 1,98  | Új    |
| Normális Párt                    |                        | Borda Balázs           | 504        | 1,02  | Új    |
| MEMO                             |                        | Barna Tamás            | 410        | 0,83  | Új    |
| Munkáspárt-ISZOMM                |                        | Székely Sándor         | 122        | 0,25  | Új    |
| Megjelent                        | Megjelent              | Megjelent              | 49 982     | 69,62 | 0,28  |
| Választópolgárok száma           | Választópolgárok száma | Választópolgárok száma | 71 793     | 100   | 4,48  |
| A Fidesz-KDNP tartja a körzetet. |                        |                        |            |       |       |

| Párt                             |                        | Jelölt                 | Szavazatok | %     | ± %   |
| -------------------------------- | ---------------------- | ---------------------- | ---------- | ----- | ----- |
| Fidesz-KDNP                      |                        | Cseresnyés Péter       | 25 161     | 48,79 | 9,22  |
| Jobbik                           |                        | Zakó László            | 17 840     | 34,6  | 7,32  |
| DK                               |                        | Horváth Jácint         | 5136       | 9,96  | 12,09 |
| LMP                              |                        | Károlyi Attila József  | 1863       | 3,61  | 0,33  |
| Momentum                         |                        | Polónyi Tamás          | 751        | 1,46  | Új    |
| Egyéb pártok                     |                        |                        | 816        | 0,96  | 2,89  |
| Megjelent                        | Megjelent              | Megjelent              | 52 114     | 69,34 | 9,51  |
| Választópolgárok száma           | Választópolgárok száma | Választópolgárok száma | 75 156     | 100   | 3,7   |
| A Fidesz-KDNP tartja a körzetet. |                        |                        |            |       |       |

| Párt                                |                        | Jelölt                 | Szavazatok | %     | ± % |
| ----------------------------------- | ---------------------- | ---------------------- | ---------- | ----- | --- |
| Fidesz-KDNP                         |                        | Cseresnyés Péter       | 18 279     | 39,57 |     |
| Jobbik                              |                        | Zakó László            | 12 601     | 27,28 |     |
| Összefogás                          |                        | Göndör István          | 12 024     | 26,03 |     |
| LMP                                 |                        | Tringer Ferenc Péter   | 1516       | 3,28  |     |
| Egyéb pártok                        |                        |                        | 1769       | 3,85  |     |
| Megjelent                           | Megjelent              | Megjelent              | 46 694     | 59,83 |     |
| Választópolgárok száma              | Választópolgárok száma | Választópolgárok száma | 78 045     | 100   |     |
| A Fidesz-KDNP nyeri meg a körzetet. |                        |                        |            |       |     |

## Ellenzéki előválasztás – 2021
| Frakció                              |                 | Jelölő szervezetek               | Jelölt          | Szavazatok | %     |
| ------------------------------------ | --------------- | -------------------------------- | --------------- | ---------- | ----- |
| DK                                   |                 | DK, MSZP, Párbeszéd, Liberálisok | Horváth Jácint  | 2956       | 65,59 |
| Jobbik                               |                 | Jobbik, LMP, Momentum, ÚVNP, MMM | Berta Krisztián | 1551       | 34,41 |
| Összes szavazat                      | Összes szavazat | Összes szavazat                  | Összes szavazat | 4507       |       |
| Horváth Jácint nyeri meg a körzetet. |                 |                                  |                 |            |       |